# Vajda Márton
Vajda Márton (Nyíregyháza, 1915. december 8. – Budapest, 1981. december 15.) újságíró, szerkesztő.

## Élete
Középiskolai tanulmányait szülővárosában végezte, ahol 1934-ben érettségizett. Ezt követően két éven át gyakornok volt a Goldberger Textilgyárban, majd egy évig Bécsben textiltechnológiát tanult. Hazatérése után zsidó származása miatt nem tudott elhelyezkedni szakmájában, ezért segédmunkás lett az Angyalföldi Kelmefestődében. 1939-ben bevonult katonának. 1941 és 1944 között – megszakításokkal – munkaszolgálatos volt. 1945-től a Magyar Kommunista Párt Szabolcs megyei Bizottságának tagja és a párt megyei propagandistája volt. 1947–1948-ban a szakszervezet Szabolcs megyei oktatási felelőseként működött. 1948–1949-ben a Nyírségi Néplap, 1949–1951-ben a Debreceni Néplap felelős szerkesztője volt. 1951-től a Magyar Rádiónál dolgozott, ahol a mezőgazdasági rovat vezetője, olvasószerkesztő, a kultúrpolitikai rovat vezetője és az Aktuális Főosztály helyettes főosztályvezetője volt. 1977-ben szerkesztőségvezetőként vonult nyugalomba.
A budapesti Farkasréti temetőben helyezték végső nyugalomra.

## Főbb művei
- Erősebbek az óceánnál (dokumentumregény, Budapest, 1961)
- Rádiós újságírás (Kulcsár Ferenccel; Budapest, 1978)

## Díjai, elismerései
- Szocialista Munkáért érdemérem (1962)
- Munka Érdemrend arany fokozata (1970)